# Бармер – Бхогат
Бармер – Бхогат – трубопровідна система, споруджена для транспортування нафти з родовищ у штаті Раджастхан до узбережжя.
Наприкінці 2000-х у штаті Раджастхан почалась розробка великого нафтового родовища Мангала, для вивозу продукції якого вирішили спорудити трубопровід до узбережжя штату Гуджарат, де нафта перевалюється на танкери. Він має діаметр 600 мм та пропускну здатність 175 (за іншими даними – 320) тисяч барелів на добу, при цьому робочий тиск становить 9,3 МПа.
В 2010-му стала до ладу основна ділянка нафтопроводу завдовжки 590 км, яка сполучила родовище з районом Салая, розташований у якому термінал обслуговує судна, що зайшли до затоки Кач. А у 2016-му завершили другу фазу проекту, в межах якої нафтопровід довжиною 79 км сполучив Салаю та новий термінал у Бхогаті. Останній має резервуарний парк, розташований за 8 км від узбережжя та сполучений за допомогою двох ниток діаметром по 600 мм із винесеним в Аравійське море на 6 км завантажувальним вузлом (single point mooring), що надає доступ до великих глибин.
Враховуючи характеристики нафти з Мангали, по трасі трубопроводу розташовано 32 пункти підігріву, які дозволяють підтримувати текучість завдяки розігріву до 90 градусів. При цьому задля зменшення втрат тепла нафтопровід ізольований спіненим поліуретаном завтовшки 89 мм.
Пункти підігріву працюють за рахунок спалювання газу, отриманого із допоміжного газопроводу діаметром 200 мм, що прокладений паралельно основному нафтопроводу. Основним джерелом блакитного палива є газове родовище Рагешварі, установка підготовки якого знаходиться за сім з половиною десятків кілометрів південніше від Мангали.